# 버나드 네델

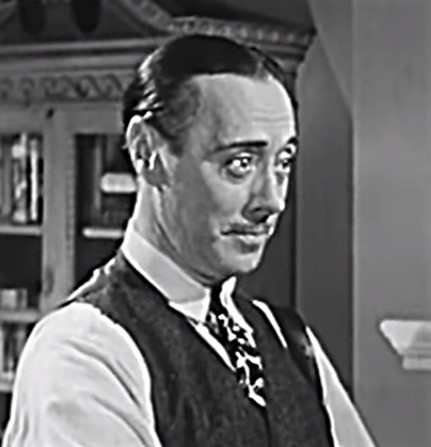

버나드 네델(Bernard Nedell, 1898년 10월 14일 ~ 1972년 11월 23일)은 미국의 배우, 영화배우이다.
뉴욕에서 태어났으며 할리우드에서 사망하였다.

## 영화
- 카르멘의 사랑 (1948년)
- 살인광 시대 (1947년)
- 노던 퍼슈트 (1943년)
- 쉽 아호이 (1942년)
- 데이 올 컴 아웃 (1939년)
- 뜨거운 것이 좋아 (1939년)
- 기적을 만드는 사나이 (1937년)
- 게으름뱅이 (1935년)